# كامببيل (كاليفورنيا)
كامببيل (بالإنجليزية: Campbell)‏ هي إحدى مدن مقاطعة سانتا كلارا، كاليفورنيا. تم إعطاءها لقب مدينة في 28 مارس، 1952.

## المناخ
يظهر الجدول التالي التغييرات المناخية على مدار السنة لكامببيل:
| البيانات المناخية لـكامببيل       | البيانات المناخية لـكامببيل | البيانات المناخية لـكامببيل | البيانات المناخية لـكامببيل | البيانات المناخية لـكامببيل | البيانات المناخية لـكامببيل | البيانات المناخية لـكامببيل | البيانات المناخية لـكامببيل | البيانات المناخية لـكامببيل | البيانات المناخية لـكامببيل | البيانات المناخية لـكامببيل | البيانات المناخية لـكامببيل | البيانات المناخية لـكامببيل | البيانات المناخية لـكامببيل |
| الشهر                             | يناير                       | فبراير                      | مارس                        | أبريل                       | مايو                        | يونيو                       | يوليو                       | أغسطس                       | سبتمبر                      | أكتوبر                      | نوفمبر                      | ديسمبر                      | المعدل السنوي               |
| --------------------------------- | --------------------------- | --------------------------- | --------------------------- | --------------------------- | --------------------------- | --------------------------- | --------------------------- | --------------------------- | --------------------------- | --------------------------- | --------------------------- | --------------------------- | --------------------------- |
| الدرجة القصوى °ف (°م)             | 79 (26)                     | 80 (27)                     | 88 (31)                     | 96 (36)                     | 101 (38)                    | 114 (46)                    | 113 (45)                    | 107 (42)                    | 109 (43)                    | 103 (39)                    | 87 (31)                     | 83 (28)                     | 114 (46)                    |
| متوسط درجة الحرارة الكبرى °ف (°م) | 58 (14)                     | 62 (17)                     | 66 (19)                     | 70 (21)                     | 76 (24)                     | 81 (27)                     | 85 (29)                     | 84 (29)                     | 82 (28)                     | 75 (24)                     | 64 (18)                     | 57 (14)                     | 72 (22)                     |
| متوسط درجة الحرارة الصغرى °ف (°م) | 39 (4)                      | 41 (5)                      | 43 (6)                      | 45 (7)                      | 49 (9)                      | 52 (11)                     | 55 (13)                     | 55 (13)                     | 53 (12)                     | 49 (9)                      | 43 (6)                      | 39 (4)                      | 47 (8)                      |
| أدنى درجة حرارة °ف (°م)           | 18 (−8)                     | 21 (−6)                     | 27 (−3)                     | 30 (−1)                     | 34 (1)                      | 37 (3)                      | 37 (3)                      | 39 (4)                      | 38 (3)                      | 31 (−1)                     | 28 (−2)                     | 16 (−9)                     | 16 (−9)                     |
| الهطول إنش (مم)                   | 4.94 (125)                  | 5.06 (129)                  | 3.63 (92)                   | 1.40 (36)                   | .54 (14)                    | .10 (2.5)                   | 0 (0)                       | .03 (0.76)                  | .18 (4.6)                   | 1.01 (26)                   | 2.37 (60)                   | 4.01 (102)                  | 23.27 (591.86)              |
| المصدر: Weather Channel           |                             |                             |                             |                             |                             |                             |                             |                             |                             |                             |                             |                             |                             |

## أعلام
- بول برافو
- تشارلي روز

## الموقع الجغرافي
الموقع الجغرافي للمناطق المحيطة بهذه النقطة هو كالتالي: